# Early quaker
Early quakerism en inglés y en español primer cuaquerismo o cuaquerismo inicial es el término que usan algunos cuáqueros (o quákeros) para enfocar la diferencia existente con varias ramas o tendencias surgidas en el cuaquerismo.
Los quákeros de habla inglesa que son afines al primer quakerismo usan sencillamente quaker o algún otro distintivo como early quaker, etc.
El énfasis lo ponen en la doctrina de la inner light, gracia o luz interior, y en la responsabilidad personal de  la fe, tienen por esto un aprecio al activismo como una forma sincera de dar los frutos de la fe. Se consideran así los partidarios legítimos (o en todo caso los más cercanos) de los primeros quákeros y por el ende de un cristianismo más auténtico.
Sin bien el término amigos los aplican todos, usan el early (o algún otro prefijo) para diferenciarse de los amigos evangélicos o de los amigos universalistas.
Para otros, a pesar de usarlo de esta manera, la escritura de su nombre es irrelevante dándole más énfasis a lo que significa para ellos ser cuákeros o quákeros.
Se puede considerar a los beannitas y otras ramas minoritarias dentro de esta tendencia, así como también a varios de los cuáqueros británicos.